# Đại hội Đảng Cộng sản Trung Quốc lần thứ XVII
Đại hội Đảng Cộng sản Trung Quốc lần thứ 17 (giản thể: 中国共产党第十七次全国代表大会; phồn thể: 中國共產黨第十七次全國代表大會 Pinyin: Zhōngguó Gōngchándang Dìshíqíci Quánguó Dàibiǎodàhuì, viết tắt Shiqi-da [十七大]) (thập thất đại) được tổ chức tại Đại lễ đường Nhân dân ở thủ đô Bắc Kinh, Trung Quốc từ ngày 15 tháng 10 đến ngày 22 tháng 10 năm 2007.
 Đại hội sẽ chứng kiến các thay đổi về nhân sự ở các cơ quan lãnh đạo của đảng, bao gồm Ủy ban Thường vụ Đảng Cộng sản Trung Quốc, và do đó quyết định những vị trí lãnh đạo của Cộng hòa Nhân dân Trung Hoa cho đến năm 2012. Các thay đổi vị trí lãnh đạo cấp cao bao gồm việc bầu một số thành viên trẻ tuổi hơn để tạo nên "thế hệ thứ năm (2012-2022)" của các lãnh đạo Bộ chính trị, có nhiều khả năng nhiều nhân vật mới này sẽ trung thành với Hồ Cẩm Đào, và cùng với sự bầu mới nhân sự là sự về hưu của các ủy viên Bộ chính trị thuộc cánh Thượng Hải già hơn. Ngoài ra, ý tưởng về của Hồ Cẩm Đào về Tư tưởng phát triển khoa học để tạo ra một "Xã hội hài hòa" sẽ trở được coi như đường lối tư tưởng chỉ đạo chính của đảng.
Ủy ban Thường vụ Bộ Chính trị Đảng Cộng sản Trung Quốc khóa XVII gồm (xếp theo cấp bậc từ cao nhất xuống thấp nhất): Hồ Cẩm Đào, Ngô Bang Quốc, Ôn Gia Bảo, Giả Khánh Lâm, Lý Trường Xuân, Tập Cận Bình - bí thư thành ủy Thượng Hải, Lý Khắc Cường - bí thư tỉnh ủy Liêu Ninh, Hạ Quốc Cường - trưởng ban tổ chức trung ương Đảng, Chu Vĩnh Khang - bộ trưởng Bộ Công an.